# 安东尼奥·科森蒂诺
安东尼奥·科森蒂诺（義大利語：Antonio Cosentino，1919年3月10日—1993年），意大利男子帆船运动员。他曾代表意大利参加1952年、1956年和1960年夏季奥林匹克运动会帆船比赛，获得一枚铜牌。